# Sapiens - Un solo pianeta (sesta edizione)
Le puntate della sesta edizione di Sapiens - Un solo pianeta sono state trasmesse su Rai 3 il sabato sera dall'11 maggio al 22 giugno 2024 in prima serata.
| Puntata | Data           | Titolo                 | Telespettatori | Share | Note |
| ------- | -------------- | ---------------------- | -------------- | ----- | --- |
| 1       | 11 maggio 2024 | Città sommerse         | 611.000        | 3,90% | Ospiti: Pietrangelo Buttafuoco, Maurizio Simeone, Dan Falt, Jennifer Walker, Brett Branco, Jeroen kramer, Mieke Huismon, Jan Willem Nieuwenhuis, Matthieu de Schipper, Sandro Carniel, Benjamin Horton, Khairil Anwar, Dan Friess, Marc Collins Chen |
| 2       | 18 maggio 2024 | L'alba del mondo nuovo | 622.000        | 4,15% | Ospiti: Pietrangelo Buttafuoco, Klaus Schmidt, Giulio Magli, Jesse Casana, Marcella Frangipane, Craig Benjamin |
| 3       | 25 maggio 2024 | La terra trema         | 880.000        | 6,27% | Ospiti: Pietrangelo Buttafuoco, Samuel Auclair, Pascal Bernard, Piero Farabollini, Nicola Ciaburri |
| 4       | 1º giugno 2024 | Le anime del deserto   | 586.000        | 3,76% | Ospiti: Pietrangelo Buttafuoco, Lewis Dartnell, Mojib Latif, Ammou Cherhane, Baha Ouadda, Russell Gray |
| 5       | 8 giugno 2024  | Il pensiero animale    | N.D.           | N.D.  | Ospiti: Pietrangelo Buttafuoco, Christian Rutz, Alex Thornton, Pauline Billard, Alexandra Horowitz, Amalia Bastos, Natalia Borrego, Oliver Höner, John Mbetse                                                                                        |
| 6       | 22 giugno 2024 | L'ultima città         | 756.000        | 5,59% | Ospiti: Pietrangelo Buttafuoco, Jean-Michel Leniaud, Claudine Philouze-Chamyi, Barry Bergdoll, Michel Carmona, Julie Gimbal, Bertrand Lemoine |